# Berberis beauverdiana
Espèce
Statut de conservation UICN

 NT  : Quasi menacé
Berberis beauverdiana est une espèce de plantes à fleurs de la famille des Berberidaceae.

## Publication originale
- Bulletin de l'Herbier Boissier, sér. 2, 5: 817. 1905.